# Théophile Monnier
Théophile Monnier, né le 1er juin 1967 à Casablanca au Maroc, est un journaliste, rédacteur en chef de magazines spécialisés sur l'histoire militaire, les jeux d'histoire et les jeux vidéo, et directeur commercial puis général chez Eclypsia.

## Biographie
Théophile Monnier est le dernier d'une fratrie de cinq enfants, issu d'une famille de la bourgeoisie industrielle alsacienne[réf. souhaitée]. Il est le frère d'Emmanuelle de Boysson, écrivain, et de Mathilde Monnier, danseuse et chorégraphe contemporaine[réf. souhaitée].

## Carrière
Théophile Monnier est le cofondateur et rédacteur en chef du magazine Vae Victis, lancé en 1995 chez Histoire & Collections, sur les jeux d'histoire. Par la suite, il est chargé de la direction de différents magazines sur l'histoire militaire et les jeux de stratégie.
Il est également journaliste. Il rédige des articles pour plusieurs médias spécialisés (Historia, Casus Belli, Bella Sara, Champs de bataille) et guides de jeux vidéo tels que Close Combat, Combat Mission ou encore Blood Bowl (2009),,.
Il est directeur de clientèle pour Millenium puis Webedia.
En 2015, il est recruté chez Eclypsia, une entreprise française consacrée au jeu vidéo et au sport électronique, en tant que directeur commercial,. En 2016, il est nommé directeur général d'Eclypsia, alors que la société est en difficulté,,,,. Au cours de son mandat, Eclypsia lance notamment une web TV sur FIFA en janvier 2017.

## Publications

### Revues
- 1992 : Tactiques (Association des stratèges ludiques)
- 1995 : Vae Victis (Histoire & Collections)
- 1996 : Cyberstratège (Histoire & Collections)
- 1998 : Ravage (Histoire & Collections)
- 2002 : PC4War (Strataegis)
- 2006 : Cyberstratège, 2e édition (éditions du Paladin)
- 2007 : Axe & Alliés (éditions du Paladin)[11]
- 2010 : Voyage & Histoire (éditions du Paladin)

### Jeux de société
- Tunisie 1943 (Vae Victis n°1)
- Opération Apocalypse (Vae Victis n°10)
- En pointe toujours (Vae Victis n°16)
- Champs de bataille (Vae Victis n°30)[12]